# Mexikos Grand Prix 2021
Mexikos Grand Prix 2021, officiellt Formula 1 Gran Premio De La Ciudad De México 2021, var ett Formel 1-lopp som kördes den 7 november 2021 på Autódromo Hermanos Rodríguez i Mexico City i Mexiko. Loppet var det artonde loppet ingående i Formel 1-säsongen 2021 och kördes över 71 varv.

## Ställning i mästerskapet före loppet
| Pos. | Förare          | Poäng |
| ---- | --------------- | ----- |
| 1    | Max Verstappen  | 287,5 |
| 2    | Lewis Hamilton  | 275,5 |
| 3    | Valtteri Bottas | 185   |
| 4    | Sergio Pérez    | 150   |
| 5    | Lando Norris    | 149   |

| Pos. | Konstruktör      | Poäng |
| ---- | ---------------- | ----- |
| 1    | Mercedes         | 460,5 |
| 2    | Red Bull-Honda   | 437,5 |
| 3    | McLaren-Mercedes | 254   |
| 4    | Ferrari          | 250,5 |
| 5    | Alpine-Renault   | 104   |

- Notering: Endast de fem bästa placeringarna i vardera mästerskap finns med på listorna.

## Kvalet
| Pos.                    | Nr. | Förare             | Konstruktör               | Kvaltider | Kvaltider | Kvaltider | Start- grid |
| Pos.                    | Nr. | Förare             | Konstruktör               | Q1        | Q2        | Q3        | Start- grid |
| ----------------------- | --- | ------------------ | ------------------------- | --------- | --------- | --------- | ----------- |
| 1                       | 77  | Valtteri Bottas    | Mercedes                  | 1:16,727  | 1:16,864  | 1:15,875  | 1           |
| 2                       | 44  | Lewis Hamilton     | Mercedes                  | 1:17,207  | 1:16,474  | 1:16,020  | 2           |
| 3                       | 33  | Max Verstappen     | Red Bull-Honda            | 1:16,788  | 1:16,483  | 1:16,225  | 3           |
| 4                       | 11  | Sergio Pérez       | Red Bull-Honda            | 1:17,003  | 1:17,055  | 1:16,342  | 4           |
| 5                       | 10  | Pierre Gasly       | Alpha Tauri-Honda         | 1:16,908  | 1:16,955  | 1:16,456  | 5           |
| 6                       | 55  | Carlos Sainz, Jr.  | Ferrari                   | 1:17,517  | 1:17,248  | 1:16,761  | 6           |
| 7                       | 3   | Daniel Ricciardo   | McLaren-Mercedes          | 1:17,719  | 1:17,092  | 1:16,763  | 7           |
| 8                       | 16  | Charles Leclerc    | Ferrari                   | 1:16,748  | 1:17,034  | 1:16,837  | 8           |
| 9                       | 22  | Yuki Tsunoda       | Alpha Tauri-Honda         | 1:17,330  | 1:16,701  | 1:17,158  | 17          |
| 10                      | 4   | Lando Norris       | McLaren-Mercedes          | 1:17,569  | 1:17,473  | 1:36,830  | 18          |
| 11                      | 5   | Sebastian Vettel   | Aston Martin-BWT Mercedes | 1:17,502  | 1:17,746  | N/A       | 9           |
| 12                      | 7   | Kimi Räikkönen     | Alfa Romeo-Ferrari        | 1:17,606  | 1:17,958  | N/A       | 10          |
| 13                      | 63  | George Russell     | Williams-Mercedes         | 1:17,958  | 1:18,172  | N/A       | 16          |
| 14                      | 99  | Antonio Giovinazzi | Alfa Romeo-Ferrari        | 1:17,897  | 1:18,290  | N/A       | 11          |
| 15                      | 31  | Esteban Ocon       | Alpine-Renault            | 1:18,126  | 1:18,405  | N/A       | 19          |
| 16                      | 14  | Fernando Alonso    | Alpine-Renault            | 1:18,452  | N/A       | N/A       | 12          |
| 17                      | 6   | Nicholas Latifi    | Williams-Mercedes         | 1:18,756  | N/A       | N/A       | 13          |
| 18                      | 47  | Mick Schumacher    | Haas-Ferrari              | 1:18,858  | N/A       | N/A       | 14          |
| 19                      | 9   | Nikita Mazepin     | Haas-Ferrari              | 1:19,303  | N/A       | N/A       | 15          |
| 20                      | 18  | Lance Stroll       | Aston Martin-BWT Mercedes | 1:20,873  | N/A       | N/A       | 20          |
| 107 %-gränsen: 1:22,097 |     |                    |                           |           |           |           |             |
| Källor:                 |     |                    |                           |           |           |           |             |

## Loppet
| Pos.                                                                          | Nr. | Förare             | Konstruktör               | Varv | Tid/Bröt    | Grid | Poäng |
| ----------------------------------------------------------------------------- | --- | ------------------ | ------------------------- | ---- | ----------- | ---- | ----- |
| 1                                                                             | 33  | Max Verstappen     | Red Bull-Honda            | 71   | 1:38:39,086 | 3    | 25    |
| 2                                                                             | 44  | Lewis Hamilton     | Mercedes                  | 71   | +16,555s    | 2    | 18    |
| 3                                                                             | 11  | Sergio Pérez       | Red Bull-Honda            | 71   | +17,752s    | 4    | 15    |
| 4                                                                             | 10  | Pierre Gasly       | Alpha Tauri-Honda         | 71   | +63,845s    | 5    | 12    |
| 5                                                                             | 16  | Charles Leclerc    | Ferrari                   | 71   | +81,037s    | 8    | 10    |
| 6                                                                             | 55  | Carlos Sainz, Jr.  | Ferrari                   | 71   | +1 varv     | 6    | 8     |
| 7                                                                             | 5   | Sebastian Vettel   | Aston Martin-BWT Mercedes | 71   | +1 varv     | 9    | 6     |
| 8                                                                             | 7   | Kimi Räikkönen     | Alfa Romeo-Ferrari        | 70   | +1 varv     | 10   | 4     |
| 9                                                                             | 14  | Fernando Alonso    | Alpine-Renault            | 70   | +1 varv     | 12   | 2     |
| 10                                                                            | 4   | Lando Norris       | McLaren-Mercedes          | 70   | +1 varv     | 18   | 1     |
| 11                                                                            | 99  | Antonio Giovinazzi | Alfa Romeo-Ferrari        | 70   | +1 varv     | 11   |       |
| 12                                                                            | 3   | Daniel Ricciardo   | McLaren-Mercedes          | 70   | +1 varv     | 7    |       |
| 13                                                                            | 31  | Esteban Ocon       | Alpine-Renault            | 70   | +1 varv     | 19   |       |
| 14                                                                            | 18  | Lance Stroll       | Aston Martin-BWT Mercedes | 69   | +2 varv     | 20   |       |
| 15                                                                            | 77  | Valtteri Bottas    | Mercedes                  | 69   | +2 varv     | 1    |       |
| 16                                                                            | 63  | George Russell     | Williams-Mercedes         | 69   | +2 varv     | 16   |       |
| 17                                                                            | 6   | Nicholas Latifi    | Williams-Mercedes         | 69   | +2 varv     | 13   |       |
| 18                                                                            | 9   | Nikita Mazepin     | Haas-Ferrari              | 68   | +3 varv     | 15   |       |
| RET                                                                           | 22  | Yuki Tsunoda       | Alpha Tauri-Honda         | 0    | DNF         | 17   |       |
| RET                                                                           | 47  | Mick Schumacher    | Haas-Ferrari              | 0    | DNF         | 14   |       |
| Snabbaste varvet: Valtteri Bottas, Mercedes, 1:17,774 (varv 71) (Ingen poäng) |     |                    |                           |      |             |      |       |
| Källor:                                                                       |     |                    |                           |      |             |      |       |

## Ställning i mästerskapet efter loppet
| Pos. | Förare          | Poäng |
| ---- | --------------- | ----- |
| 1 ▬  | Max Verstappen  | 312,5 |
| 2 ▬  | Lewis Hamilton  | 293,5 |
| 3 ▬  | Valtteri Bottas | 185   |
| 4 ▬  | Sergio Pérez    | 165   |
| 5 ▬  | Lando Norris    | 150   |

| Pos. | Konstruktör      | Poäng |
| ---- | ---------------- | ----- |
| 1▬   | Mercedes         | 478,5 |
| 2▬   | Red Bull-Honda   | 477,5 |
| 3▲ 1 | Ferrari          | 268,5 |
| 4▼ 1 | McLaren-Mercedes | 255   |
| 5▬   | Alpine-Renault   | 106   |

- Notering: Endast de fem bästa placeringarna i vardera mästerskap finns med på listorna.